# Tulbaghia verdoornia
Tulbaghia verdoornia är en amaryllisväxtart som beskrevs av Vosa och R.B.Burb. Tulbaghia verdoornia ingår i släktet Tulbaghia och familjen amaryllisväxter. Inga underarter finns listade i Catalogue of Life.